# Halve marathon van Egmond 2005
De halve marathon van Egmond 2005 vond plaats op zondag 9 januari 2005. Het was de 33e editie van deze halve marathon. Het evenement had dit jaar in totaal 14.379 inschrijvingen. 
De wedstrijd bij de mannen werd gewonnen door de Keniaan Robert Cheboror en bij de vrouwen door zijn landgenote Hilda Kibet.

## Uitslagen

### Mannen
| pos. | atleet             | land      | tijd    |
| ---- | ------------------ | --------- | ------- |
| 1    | Robert Cheboror    | Kenia     | 1:03.35 |
| 2    | Jason Mbote        | Kenia     | 1:03.36 |
| 3    | Wilson Kigen       | Kenia     | 1:04.08 |
| 4    | Luke Kibet         | Kenia     | 1:04.12 |
| 5    | William Kipsang    | Kenia     | 1:04.12 |
| 6    | Hugo van den Broek | Nederland | 1:04.55 |
| 7    | Latta Jiru Wago    | Ethiopië  | 1:05.33 |
| 8    | Sander Schutgens   | Nederland | 1:05.35 |
| 9    | Koen Raymaekers    | Nederland | 1:05.53 |
| 10   | Michel Butter      | Nederland | 1:05.56 |
| 11   | Greg van Hest      | Nederland | 1:06.08 |

### Vrouwen
| pos. | atlete            | land      | tijd    |
| ---- | ----------------- | --------- | ------- |
| 1    | Hilda Kibet       | Kenia     | 1:13.18 |
| 2    | Hellen Kimutai    | Kenia     | 1:13.38 |
| 3    | Carolyn Kiptoo    | Kenia     | 1:14.19 |
| 4    | Tegla Loroupe     | Kenia     | 1:14.35 |
| 5    | Selma Borst       | Nederland | 1:15.17 |
| 6    | Edyta Lewandowska | Polen     | 1:15.44 |
| 7    | Kristijna Loonen  | Nederland | 1:16.05 |
| 8    | Mounia Aboulahcen | België    | 1:17.05 |
| 9    | Anne van Schuppen | Nederland | 1:17.18 |
| 10   | Jana Kilmesova    | Tsjechië  | 1:18.59 |

1973 ·
1974 ·
1975 ·
1976 ·
1977 ·
1978 ·
1979 ·
1980 ·
1981 ·
1982 ·
1983 ·
1984 ·
1985 ·
1986 ·
1987 ·
1988 ·
1989 ·
1990 ·
1991 ·
1992 ·
1993 ·
1994 ·
1995 ·
1996 ·
1997 ·
1998 ·
1999 ·
2000 ·
2001 ·
2002 ·
2003 ·
2004 ·
2005 ·
2006 ·
2007 ·
2008 ·
2009 ·
2010 ·
2011 ·
2012 ·
2013 ·
2014 ·
2015 ·
2016 ·
2017 ·
2018 ·
2019 ·
2020 ·
2021 ·
2022 ·
2023 ·
2024 ·
2025